# Piotr Kudłaszyk
Piotr Mateusz Kudłaszyk (ur. 29 maja 1999 w Nowym Tomyślu) – polski sztangista startujący w kategorii 73 kg. Brązowy medalista ME i mistrz Polski w podnoszeniu ciężarów seniorów. Wielokrotny rekordzista Polski. Zawodnik podnoszenia ciężarów w LKS „Budowlani-Kucera” Nowy Tomyśl (od 2012), wychowanek trenera Marcina Lampe, wcześniej ćwiczył z ojcem Pawłem. Wykształcenie średnie, student sportu na Akademii Wychowania Fizycznego im. Eugeniusza Piaseckiego w Poznaniu specjalizacja trener podnoszenia ciężarów (pierwsza w historii uczelni).

## Kariera sportowa
Reprezentant Polski. Brązowy medalista ME seniorów w kat. 73 kg wynik 143+181=324 (2022, Tirana).
Złoty (2021, Rovaniemi) i brązowy (2022, Durres) medalista ME do lat 23. Brązowy medalista mistrzostw świata do lat 17 w kat. 62 kg (Lima, 2015), wicemistrz Europy – do lat 15 w kat. 56 kg (2014, Ciechanów), do lat 17 w kat. 62 kg (2015, Landskrona) i w kat. 69 kg (2016, Nowy Tomyśl) oraz brązowy medalista ME w kat. 62 kg (2013, Kłajpeda). Podczas ME do lat 20 zajął V miejsce w kat. 69 kg i zdobył srebrny medal w podrzucie (2018, Zamość), wywalczył też V miejsce w kat. 73 kg (2019, Bukareszt). Na Mistrzostwach Świata Juniorów do lat 20 w kat. 73 kg zajął XI lokatę (2019, Suva).
Mistrz Polski seniorów w kat. 69 kg (2018, Kobierzyce) oraz w kat. 73 kg (2019, Ciechanów; 2020, Biłgoraj; 2021, Gdańsk; 2022, Nowy Tomyśl). Młodzieżowy mistrz Polski do lat 23 (2020, Biłgoraj; 2021, Zamość; 2022, Bydgoszcz).
Mistrz Polski juniorów do lat 20 w kat. 69 kg (2018, Mrocza) i w kat. 73 kg (2019, Puławy).
Mistrz OOM (2014, Oborniki Śląskie i 2015, Ciechanów) oraz mistrz Polski do lat 17, a także do lat 15 w kat. 56 kg (2013, Małaszewicze). Wicemistrz OOM w kat. 69 kg (2016, Ruda Śląska).
Mistrz Polski Z LZS do lat 15 w kat. 56 kg (2013, Biłgoraj) i w kat. 62 kg (2014, Siedlce) oraz do lat 17 w kat. 69 kg (2015, Siedlce). Zwycięzca OI LZS w kat. 77 kg (2018, Kielce).
W Indywidualnym Pucharze Polski Mężczyzn Seniorów zajmował: II miejsce (2020, Gdańsk) i III miejsce (2019, Nowy Tomyśl). Zajął również III miejsce w Pucharze Polski Juniorek i Juniorów do lat 15 w kat. 45 kg (2012, Terespol).
Reprezentując AZS AWF Poznań został mistrzem Polski (2022, Biała Podlaska)

## Rodzina
Siostra Paulina jest reprezentantką Polski i mistrzynią Polski seniorek. Ojciec Paweł, stryjowie Maciej i Tomasz oraz kuzynka Natalia również reprezentowali z sukcesami (medale rangi mistrzostw Polski) LKS „Budowlani” Nowy Tomyśl.